# Val di Panico

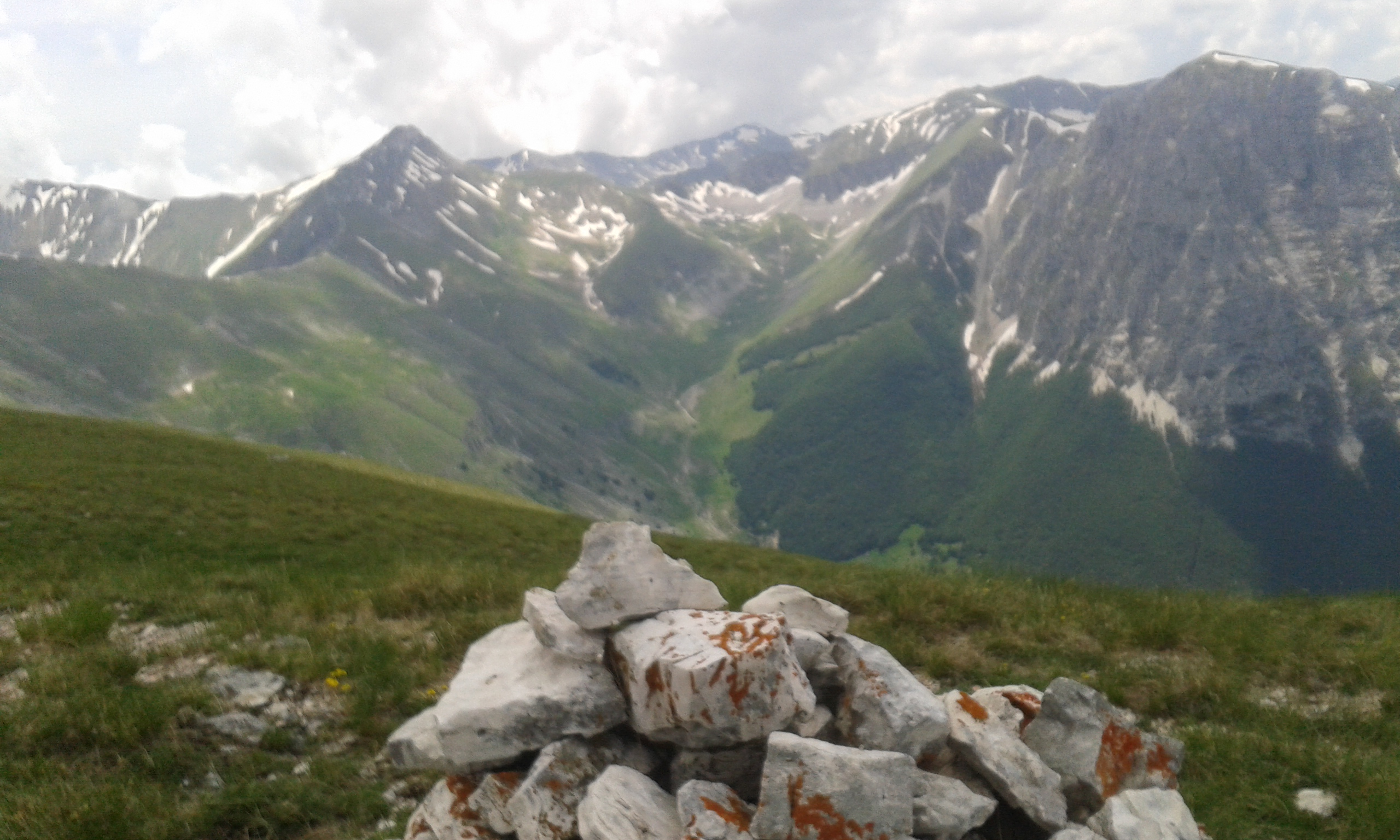
Val di Panico dalla vetta di Monte Rotondo (Monti Sibillini)

La Val di Panico è una valle di origine glaciale, situata nella parte nord del gruppo montuoso dei Monti Sibillini, tra il Pizzo Tre Vescovi ed il Pizzo Berro ad Est, ed i contrafforti del Monte Bove nord e Monte Bove Sud ad ovest. È chiusa a sud dalla Forca della Cervara, oggi più nota come Forcella della Neve.

## Etimologia
Il nome della valle viene fatto risalire ad un cereale, il panico(setaria italica), tipico delle zone rurali montane, che veniva in passato coltivato nelle praterie della parte bassa della valle.
Alcune fonti ne attribuiscono l'origine a non meglio identificate attinenze con il dio Pan.

## Morfologia
La valle è disabitata e selvaggia, l'altitudine del fondo valle va dai circa 1000 metri della parte nord, fino a circa 1800 metri della parte sud. L'origine glaciale è resa evidente dalle numerose doline che ne crivellano la parte centrale ed alta; sovente, nei mesi invernali e primaverili, si formano nel fondovalle dei nevai temporanei causati dall'accumulo di neve precipitata a valle dai versanti erbosi e ripidi delle montagne circostanti. La struttura delle montagne circostanti è calcare stratificato, con zone evidenti di calcare massiccio e monolitico nella parte alta del Pizzo Berro e nell'imponente parete est del Monte Bove, struttura tipicamente dolomitica. Nella parte bassa (nord) della valle sono presenti zone di roccia impermeabile che provocano diffuse fuoriuscite sorgive; qui sono le sorgenti del torrente Ussita, che alcuni chilometri più a valle si immette nel fiume Nera. La valle è di grande interesse naturalistico paesaggistico e alpinistico, flora e fauna sono tipiche dell'Appennino centrale e vi si trovano diverse specie rare, la cui presenza è favorita dalla protezione di cui gode la valle, situata nel cuore del Parco Nazionale dei Monti Sibillini.